# C/1956 R1 (Arend-Roland)
C/1956 R1 (Arend-Roland) este o  cometă descoperită la data de 8 noiembrie 1956, la Uccle, de către astronomii belgieni Sylvain Arend și Georges Roland pe plăci fotografice. Este o cometă neperiodică.
A devenit foarte vizibilă cu ochiul liber începând din aprilie 1957, trecând la periheliu la 8 aprilie al aceluiași an. Coada sa se întindea pe 30°, iar magnitudinea sa aparentă era de -0,5. A trecut cel mai aproape de Pământ la 20 aprilie, la 0,5691 ua. O antecoadă, care se întindea pe mai mult de 14° a fost vizibilă timp de câteva zile. Această antecoadă, de o lungime excepțională, constituie una din principalele caracteristici ale cometei Arend-Roland.
Calculele au scos în evidență o orbită hiperbolică (excentricitate > 1). Traiectoria sa trebuie să o fi scos definitiv din Sistemul Solar.

## Filatelie
Cometa Arend-Roland a făcut obiectul unei mărci poștale cu valoarea nominală de 6 franci belgieni, emisă de serviciile poștale ale Belgiei.